# Pastrengo

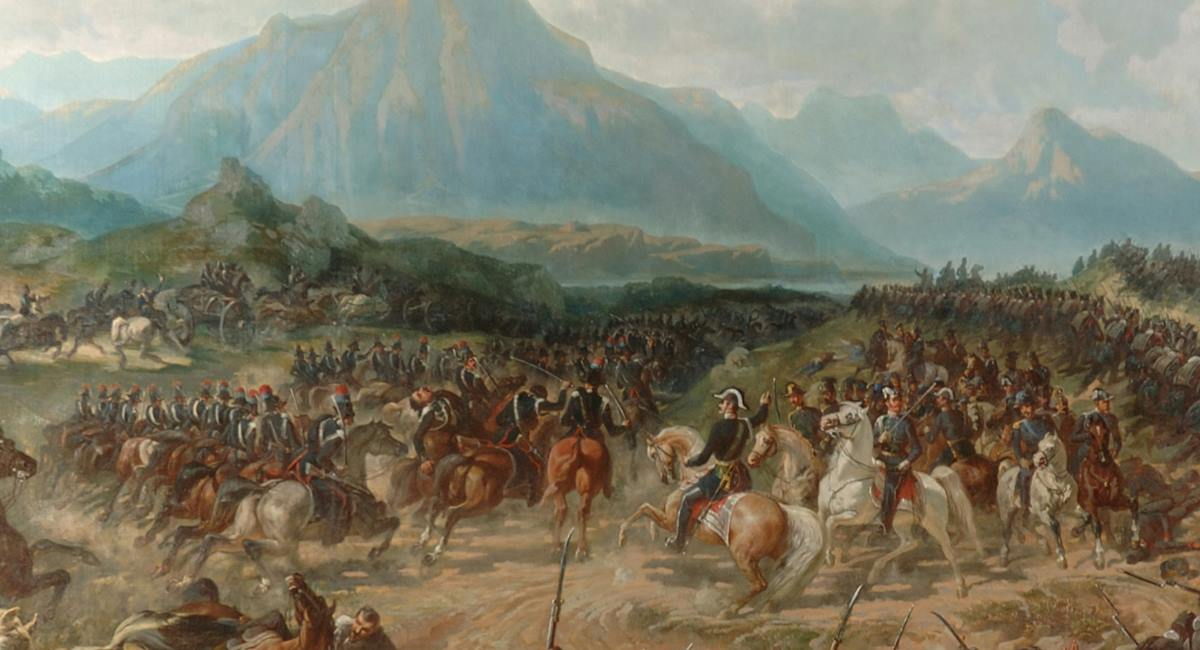
Pastrengo, 1848

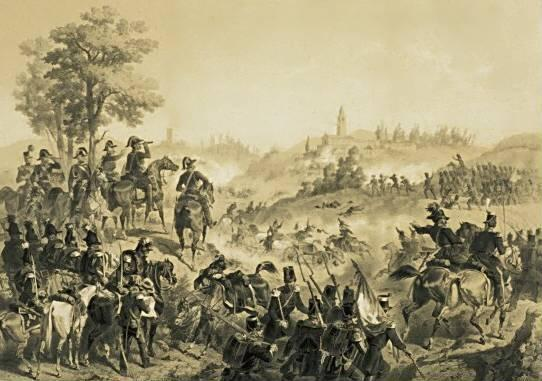
Carabinieri bei Pastrengo, 1848

Pastrengo ist eine Gemeinde mit 3029 Einwohnern (Stand 31. Dezember 2023) in der Provinz Verona der Region Venetien. Der Ort liegt 19 km nordwestlich von Verona in der Nähe des Gardasees.

## Geschichte und Ortsname
Funde aus dem Neolithikum zeugen von prähistorischen Siedlungen im Gebiet von Pastrengo. Der Name Pastrengo ist langobardischer Herkunft und geht auf das 6. oder 7. Jahrhundert zurück. Er basiert auf einem langobardischen Personennamen in Verbindung mit der Endgung -engo (<-ingo <-ingan), die dem deutschen Ortsnamensuffix -ingen entspricht. Im 12. Jahrhundert kam der Ort unter die Herrschaft Veronas, dann zur Republik Venedig, er behielt jedoch bis 1797 gewisse Feudalrechte und andere Privilegien. Mitte des 19. Jahrhunderts waren Pastrengo und Umgebung Schauplatz militärischer Auseinandersetzungen während der italienischen Unabhängigkeitskriege. 1866 kam der Ort zum Königreich Italien.
Die Schlacht bei Pastrengo ist in Italien bekannt wegen einer Kavallerieattacke der Carabinieri, die am 30. April 1848 erfolgte.
Der piemontesische Armee gelang es, in das österreichische Festungsviereck einzudringen und dort einige Erfolge zu erzielen: Nach der Schlacht von Goito gelang die Einnahme der Festung Peschiera.  König Karl Albert wollte Pastrengo einnehmen, um seine linke Flanke gegen österreichische Angriffe zu schützen. Zugleich gedachte er damit die österreichischen Verbindungen zwischen dem Festungsviereck und Tirol abzuschneiden. Radetzky wusste um die strategische Bedeutung Pastrengos und entsandte die Division des Generals Wocher mit drei Brigaden. Karl Albert verfolgte persönlich den Vormarsch von drei piemontesischen Angriffsspitzen, die sich bei Pastrengo vereinigen sollten. In der Gegend des Monte Valena stießen der König und sein Gefolge unvermittelt auf Tiroler Schützen des Obersten Wohlgemuth, welche sofort das Feuer eröffneten. Der Kommandeur der königlichen Leibgarde (drei Carabinieri-Schwadronen zu Pferde), Major Negri di Sanfront, befahl eine sofortige Attacke. Der Angriff der knapp 300 Reiter auf die österreichischen Stellungen hatte durchschlagenden Erfolg. Wegen der relativ geringen Größe des Schauplatzes war dieses Gefecht von allen übrigen Soldaten verfolgt worden. Die 13.000 piemontesischen Soldaten zogen auf diese Weise angespornt in die Schlacht und entrissen der österreichischen Division Pastrengo. Der Ort und der dortige Einsatz der Leibgarde haben bis heute einen besonderen Platz in der Geschichte der Carabinieri.

## Sehenswürdigkeiten

### Kirchen
- San Zeno (13. Jahrhundert)
- Santuario di Santa Maria Assunta (17. Jahrhundert)
- San Rocco (18. Jahrhundert)
- Santa Croce (18. Jahrhundert, mit bedeutenden Werken der Veronesischen Schule)
- Kirche von Piovezzano (19. Jahrhundert)

### Villen
- Casa Randina (15. Jahrhundert)
- Villa del Castello (12. Jahrhundert)
- Villa Campara (17. Jahrhundert)
- Casa Segattini (18. Jahrhundert)

### Festungen
Zwischen 1859 und 1861 errichtete Österreich vier Festungen, die nach 1866 von Italien bis 1901 militärisch genutzt wurden. Diese bildeten mit der Sperrgruppe Rivoli an der Veroneser Klause eines der beiden Verteidigungsbollwerke am Beginn des Etschtales.
- Werk Degenfeld ab 1866 Forte Piovezzano
- Werk Benedek ab 1866 Forte Monte Bolaga
- Werk Erzherzog Leopold ab 1866 Forte Poggio Croce
- Werk Nugent ab 1866 Forte Poggio Pol
- Telegrafenstation

## Wirtschaft
Bedeutend sind der Weinbau, die Bauindustrie und der Tourismus. Es gibt mehrere Naturparks.